# Arhinie
 Mise en garde médicale
L'arhinie (également appelée agénésie du nez ou agénésie nasale) est l'absence congénitale partielle ou totale du nez à la naissance. Il s'agit d'une malformation extrêmement rare, avec peu de cas signalés dans l'histoire de la médecine moderne. Elle est généralement liée à des anomalies craniofaciales.

## Étiologie
La cause de l'arhinie n'est pas connue,. L'étude d'Akkuzu révèle que tous les cas présentent un diagnostic prénatal normal.

## Traitement
Le traitement de l'arhinie vise à déterminer la nature des anomalies par diverses méthodes d'imagerie, comprenant l'IRM et la tomodensitométrie, et une correction chirurgicale dans la mesure du possible.